# Марс 1969Б
Марс 1969Б (друго обозначение Марс 69БА) е съветски орбитален апарат от програма Марс, който е неуспешно изстрелян през 1969 г. Космическият апарат е имал за цел да заснеме планета Марс с помощта на 3 телевизионни камери, а самите снимки да бъдат пратени обратно към Земята кодирани като телевизионни сигнали. Научното ободудване на борда на сондата включва още радиометър, няколко спектрометри и прибор за засичане на водни изпарения от марсианската атмосфера. Сондата е от типа 2М и е едната от двете сонди (другата носи обозначението Марс 1969А) от програма Марс изстреляни през 1969 г. И двете изстрелвания са провал.
Изстрелването е направено в 10:33:00 UTC на 2 април 1969 г. с ракета ностел Протон-К 8K78K/Д от стартова площадка 81 в космодрума Байконур. Две стотни от секундата след изстрелването един от ракетните двигатели избухва в пламъци и експлодира. Ракетата носител продължава да лети с останалите двигатели още 25 секунди преди да започне да се накланя и да мине в хоризонтален полет. Около 41 секунди след старта ракетата носител пада на около 3 km от стартовата площадка.

## Ефекти след инцидента
След разбиването на ракетата носител вятърът довява токсичен пропелант над стартовата площадка, което прави Байконур неизползваем докато дъждът не отмива токсичните изпарения. Докато ефектите от инцидента преминат, изравняването на Земята и Марс е свършило и заради това Съветския съюз не успява да изстреля нова сонда към Марс до 1971 г. Заради този инцидент има забавяния и при изстрелванията от програма Луна.